# كارل شوت (لاعب كرة قدم)
كارل شوت (بالألمانية: Karl Schott)‏ (و. 1906 – 1985 م) هو لاعب كرة قدم نمساوي، ولد في فيينا، مركز لعبه هو مُدَافِع، توفي في فيينا، عن عمر يناهز 79 عاماً.

## روابط خارجية
- كارل شوت على موقع قاعدة بيانات كرة القدم.إي يو (الإنجليزية)
- كارل شوت على موقع ناشيونال فوتبول تيمز (الإنجليزية)
- كارل شوت على موقع عالم كرة القدم.نت (الإنجليزية)